# Guerra dos Dois Pedros

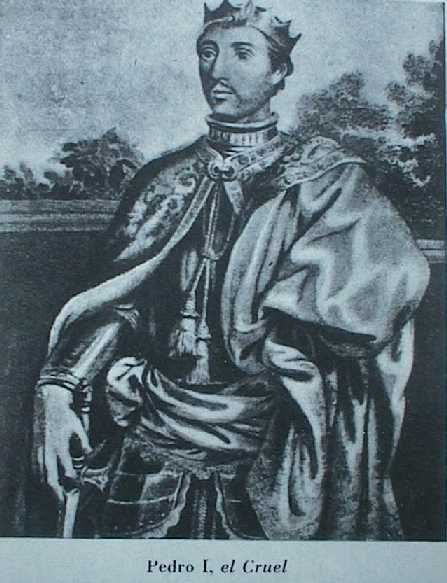
Pedro de Castela

A Guerra dos Dois Pedros, foi travada de 1356 a 1375 entre os reinos de Castela e Aragão e de certa maneira foi também um conflito pessoal entre os respetivos monarcas Pedro de Castela e Pedro IV de Aragão, tornando-se num dos episódios da Primeira Guerra Civil de Castela e desencadeando, também, as Guerras fernandinas com Portugal.
As causas da guerra encontram-se nas pretensões do monarca castelhano sobre as terras do sul do Reino de Valência incluindo Múrcia, Elche, Alicante e Orihuela, se bem que o episódio que a desencadeia são galeras catalãs armadas por Francesc de Perellós, com a licença do Pedro IV de Aragão, que iam em auxílio de França em batalha contra Inglaterra. Chegando a Sanlúcar de Barrameda na busca de provisões, capturaram naquelas águas duas embarcações da República de Génova, que então se encontrava em guerra com Aragão e a aliada República de Veneza. Pedro de Castela, que se encontrava no mencionado porto, pediu a Perellós que libertasse os navios cativos e não o fazendo, queixou-se a Pedro IV de Aragão, que também não lhe fez caso.
Sobre o conflito, o historiador Donald Kagay escreveu que "todas as lições centenárias de lutas nas fronteiras foram usadas como dois adversários uniformemente pareados, cruzando fronteiras que poderiam mudar de mãos com a velocidade da luz".
Pedro I de Castela é assassinado em 1369 pelo meio-irmão Henrique, o que levou Fernando I de Portugal, bisneto de Sancho IV de Castela, a aliar-se à Coroa de Aragão e ao Reino Nacérida de Granada para combaterem Castela, sendo esta denominada como Primeira Guerra Fernandina.
Em 1375 assina-se o tratado de paz de Almazán, que punha fim às discórdias entre as coroas de Castela e Aragão. Castela recuperou territórios que  tinham passado ao controlo aragonês, como o senhorio de Molina, e ao mesmo tempo acordou-se o casamento de Leonor de Aragão (1358-1382), filha de Pedro IV, o Cerimonioso, com João I de Castela, o herdeiro de Henrique II de Castela.